# Discographie de Jean-Jacques Goldman
Jean-Jacques Goldman est l'un des artistes ayant le plus vendu de disques en France avec plus de 30 millions d'albums et de singles écoulés. Cet article répertorie les albums et singles qu'il a enregistrés dans le cadre de sa carrière en solo.

## Albums

### Albums studio
| Année | Album                              | Classement des ventes | Classement des ventes | Classement des ventes | Classement des ventes | Ventes françaises, | Certifications françaises |
| Année | Album                              | France ,              | Flandre               | Wallonie              | Suisse                | Ventes françaises, | Certifications françaises |
| ----- | ---------------------------------- | --------------------- | --------------------- | --------------------- | --------------------- | ------------------ | ------------------------- |
| 1981  | Jean-Jacques Goldman (Démodé)      |                       |                       |                       | —                     | 300 000            | Platine                   |
| 1982  | Jean-Jacques Goldman (Minoritaire) |                       |                       |                       | —                     | 900 000            | 3 × Platine               |
| 1984  | Positif                            | 14                    |                       |                       | —                     | 1 000 000          | Diamant                   |
| 1985  | Non homologué                      | 1                     |                       |                       | —                     | 1 300 000          | Diamant                   |
| 1987  | Entre gris clair et gris foncé     | 1                     |                       |                       | —                     | 2 200 000          | Diamant                   |
| 1997  | En passant                         | 1                     | 38                    | 1                     | 10                    | 1 500 000          | Diamant                   |
| 2001  | Chansons pour les pieds            | 1                     | —                     | 1                     | 2                     | 1 600 000          | Diamant                   |

Les cases grisées signifient que les classements de ce pays n'existaient pas lors de la sortie du disque ou que ceux-ci sont indisponibles.

### Albums live
| Année | Album                 | Classement des ventes | Classement des ventes | Classement des ventes | Classement des ventes | Ventes françaises | Certifications françaises |
| Année | Album                 | France ,              | Flandre               | Wallonie              | Suisse                | Ventes françaises | Certifications françaises |
| ----- | --------------------- | --------------------- | --------------------- | --------------------- | --------------------- | ----------------- | ------------------------- |
| 1986  | En public             | 2                     |                       |                       | —                     | Plus de 900 000   | 3 × Platine               |
| 1989  | Traces                | 1                     |                       |                       | —                     | Plus de 300 000   | Platine                   |
| 1999  | Tournée 98 En passant | 1                     | —                     | 1                     | —                     | Plus de 300 000   | Platine                   |
| 2003  | Un tour ensemble      | 1                     | —                     | 1                     | 7                     | Plus de 300 000   | Platine                   |

### Compilations
| Année | Album             | Classement des ventes | Classement des ventes | Classement des ventes | Classement des ventes | Ventes françaises | Certifications françaises |
| Année | Album             | France ,              | Flandre               | Wallonie              | Suisse                | Ventes françaises | Certifications françaises |
| ----- | ----------------- | --------------------- | --------------------- | --------------------- | --------------------- | ----------------- | ------------------------- |
| 1984  | Les Années Warner |                       |                       |                       |                       |                   |                           |
| 1996  | Singulier 81/89   | 1                     | 14                    | 1                     | 79                    | 1 000 000         | Diamant                   |

## Singles
Les faces B indiquées sont celles des 45 tours sortis en France.
| Année | Face A                                                      | Face B                                        | Classement des ventes | Classement des ventes | Classement des ventes | Classement des ventes | Classement des ventes | Ventes françaises | Certifications françaises | Album                                             |
| Année | Face A                                                      | Face B                                        | France ,              | Flandre               | Wallonie              | Suisse                | Québec                | Ventes françaises | Certifications françaises | Album                                             |
| ----- | ----------------------------------------------------------- | --------------------------------------------- | --------------------- | --------------------- | --------------------- | --------------------- | --------------------- | ----------------- | ------------------------- | ------------------------------------------------- |
| 1976  | C'est pas grave papa                                        | Tu m'as dit                                   | —                     | —                     |                       | —                     | —                     |                   | —                         | uniquement en single                              |
| 1977  | Les Nuits de solitude                                       | Jour bizarre                                  | —                     | —                     |                       | —                     | —                     |                   | —                         | uniquement en single                              |
| 1978  | Back to the City again                                      | Laëtitia                                      | —                     | —                     |                       | —                     | —                     |                   | —                         | uniquement en single                              |
| 1981  | Il suffira d'un signe                                       | Quel exil                                     | 6                     | —                     |                       | —                     | —                     | 400 000           | —                         | Démodé                                            |
| 1982  | Quelque chose de bizarre                                    | Pas l'indifférence                            | 62                    | —                     |                       | —                     | —                     | 50 000            | —                         | Démodé                                            |
| 1982  | Quand la musique est bonne                                  | Veiller tard                                  | 1                     | —                     |                       | —                     | 43                    | 800 000           | Or                        | Minoritaire                                       |
| 1983  | Comme toi                                                   | Être le premier                               | 4                     | —                     |                       | —                     | —                     | 500 000           | Or                        | Minoritaire                                       |
| 1983  | Au bout de mes rêves                                        | Jeanine médicament blues                      | 10                    | —                     |                       | —                     | 8                     | 300 000           | —                         | Minoritaire                                       |
| 1984  | Envole-moi                                                  | Dors bébé dors                                | 5                     | —                     |                       | —                     | —                     | 500 000           | Or                        | Positif                                           |
| 1984  | Encore un matin                                             | Petite fille                                  | 8                     | —                     |                       | —                     | —                     | 300 000           | —                         | Positif                                           |
| 1984  | Long Is the Road (Américain)                                | P'tit blues peinard (inédit)                  | 6                     | —                     |                       | —                     | —                     | 400 000           | —                         | Positif                                           |
| 1985  | Je marche seul                                              | Elle attend                                   | 2                     | —                     |                       | —                     | 14                    | 700 000           | Or                        | Non homologué                                     |
| 1985  | Je te donne (avec Michael Jones)                            | Confidentiel                                  | 1                     | —                     |                       | —                     | —                     | 1 100 000         | Platine                   | Non homologué                                     |
| 1986  | Pas toi                                                     | Compte pas sur moi                            | 5                     | —                     |                       | —                     | 9                     | 300 000           | Argent                    | Non homologué                                     |
| 1986  | La Vie par procuration (en public)                          | Quand la musique est bonne (en public)        | 2                     | —                     |                       | —                     | 7                     | 500 000           | Or                        | En public                                         |
| 1987  | Elle a fait un bébé toute seule                             | Tout petit monde                              | 4                     | —                     |                       | —                     | 28                    | 400 000           | Argent                    | Entre gris clair et gris foncé                    |
| 1987  | Là-bas (avec Sirima)                                        | À quoi tu sers ? (Intro)                      | 2                     | —                     |                       | —                     | 4                     | 500 000           | Or                        | Entre gris clair et gris foncé                    |
| 1988  | C'est ta chance                                             | Doux Il me restera (CD)                       | 16                    | —                     |                       | —                     | 4                     | 100 000           | —                         | Entre gris clair et gris foncé                    |
| 1988  | Puisque tu pars                                             | Entre gris clair et gris foncé                | 3                     | —                     |                       | —                     | —                     | 400 000           | Argent                    | Entre gris clair et gris foncé                    |
| 1989  | Il changeait la vie (version live)                          | Filles faciles (version live)                 | 14                    | —                     |                       | —                     | —                     | 150 000           | —                         | Traces                                            |
| 1989  | Peur de rien blues (version live)                           | Entre gris clair et gris foncé (version live) | 17                    | —                     |                       | —                     | —                     |                   | —                         | Traces                                            |
| 1996  | J'irai où tu iras (avec Céline Dion; single promo)          | —                                             | 39                    | —                     | —                     | —                     | 14                    |                   | —                         | D'eux (album de Céline Dion)                      |
| 1997  | Sache que je                                                | Tout était dit                                | 19                    | —                     | 18                    | —                     | 1                     |                   | —                         | En passant                                        |
| 1997  | On ira                                                      | Natacha                                       | —                     | —                     | —                     | —                     | 42                    |                   | —                         | En passant                                        |
| 1998  | Quand tu danses                                             | Nos mains                                     | 66                    | —                     | —                     | —                     | —                     |                   | —                         | En passant                                        |
| 1998  | Le Coureur                                                  | Le Coureur (instrumental)                     | —                     | —                     | —                     | —                     | —                     |                   | —                         | En passant                                        |
| 1998  | Bonne idée                                                  | Juste quelques hommes                         | 68                    | —                     | —                     | —                     | 2                     |                   | —                         | En passant                                        |
| 1998  | Tout était dit (single promo)                               | —                                             | —                     | —                     | —                     | —                     | —                     |                   | —                         | En passant                                        |
| 1999  | Nos mains (single promo, live 98)                           | Pas toi                                       | —                     | —                     | —                     | —                     | 46                    |                   | —                         | Tournée 1998 En Passant                           |
| 1999  | Pas toi (single promo, live 98)                             | —                                             | —                     | —                     | —                     | —                     | —                     |                   | —                         | Tournée 1998 En Passant                           |
| 1999  | Le Rapt (single promo, live 98)                             | —                                             | —                     | —                     | —                     | —                     | —                     |                   | —                         | Tournée 1998 En Passant                           |
| 2001  | Ensemble (single promo)                                     | —                                             | —                     | —                     | —                     | —                     | —                     |                   | —                         | Chansons pour les pieds                           |
| 2001  | Tournent les violons (single promo, edit version)           | Tournent les violons (version album)          | —                     | —                     | —                     | —                     | —                     |                   | —                         | Chansons pour les pieds                           |
| 2002  | Les Choses (single promo)                                   | Si je t'avais pas                             | —                     | —                     | —                     | —                     | —                     |                   | —                         | Chansons pour les pieds                           |
| 2002  | Je voudrais vous revoir (single promo, edit version)        | Je voudrais vous revoir (version album)       | —                     | —                     | —                     | —                     | —                     |                   | —                         | Chansons pour les pieds                           |
| 2003  | Si je t'avais pas (single promo, edit version)              | Si je t'avais pas (version album)             | —                     | —                     | —                     | —                     | —                     |                   | —                         | Chansons pour les pieds                           |
| 2003  | Et l'on n'y peut rien (version live)                        | Bélénos (remix 1re partie basket)             | 7                     | —                     | 37                    | 61                    | —                     |                   | —                         | Un tour ensemble                                  |
| 2003  | Envole-moi (single promo, version live, mix radio)          | —                                             | —                     | —                     | —                     | —                     | —                     |                   | —                         | Un tour ensemble                                  |
| 2003  | Petite fille (version live, single promo, mix radio)        | —                                             | —                     | —                     | —                     | —                     | —                     |                   | —                         | Un tour ensemble                                  |
| 2007  | 4 mots sur un piano (avec Patrick Fiori et Christine Ricol) | N'oublie pas (Patrick Fiori)                  | 1                     | —                     | 7                     | 40                    | —                     | 150 000           | Or                        | Si on chantait plus fort (album de Patrick Fiori) |
| 2010  | La Promesse (avec Grégoire)                                 | —                                             | —                     | 22                    | —                     | —                     | —                     |                   | —                         | Le Même Soleil (album de Grégoire)                |

Les cases grisées signifient que les classements de ce pays n'existaient pas lors de la sortie du disque ou que ceux-ci sont indisponibles.